# Blassreiter
Blassreiter (japonsky ブラスレイター, Burasureitá) je japonský televizní anime seriál, za jehož vytvořením stojí společnosti Gonzo a Nitroplus. O režii se postaral Ičiró Itano a o scénář Jasuko Kobajaši. 24dílů seriálu bylo premiérově vysíláno od dubna do září 2008 v Japonsku. Název je německým pseudoslovem, které lze do češtiny přeložit jako „Bledý jezdec“.
Mezi lety 2007 a 2009 byla v časopisu Champion Red publikována vedlejší manga Blassreiter -Genetic-. Light novelu Blassreiter Judgement vydalo nakladatelství Kadokawa Šoten v červenci 2008.

## Příběh
Děj se odehrává v Německu nedaleké budoucnosti. Světem se prohání nestvůry nazývané demoniaci (nebo též amalgamové). Vznikají z lidských mrtvol a dokáže se spojit s jakýmkoliv předmětem. Znají je jediné-zabíjet. Ochranu lidí před demoniaky má na starost jednotka XAT (Xenogenesis Assault Team).
Při útoku jednoho amalgama je zraněn slavný motocyklový šampion Gerd Frentzen. Následkem zranění se ocitá na vozíku, ale brzy poté získává díky tajemné pilulce schopnosti amalgamů. Začíná mu však hrozit, že se stane amalgamem úplně a stává se nebezpečným.

## Postavy
- Joseph Jobson

Dabing: Masaja Macukaze
Jde o hlavního hrdinu seriálu a jednoho z mála demoniaců, kteří si zachovali své lidské já. V demoniaka jej přeměnil jeho přítel a nakonec nepřítel Xargin. Joseph se snaží ochraňovat lidi před demoniaky. Příslušníci XAT mu říkají Blue. V první epizodě zabil amalgama, který napadl Gerda Frentzena, ale je přesto XAT považován za nebezpečného. Proti Xarginovi bojuje sám. Později se přidává k tajné organizaci Zwölf, i když k ní nemá důvěru. V závěrečném souboji s Xarginem je smrtelně zraněn, ale díky němu je Xargin zničen nanostroji Isis.
- Amanda Werner

Dabing: Šizuka Itó
Důstojnice XAT a hlavní ženská postava. Má silné pochyby o tom, že Blue (Joseph) je skutečně nebezpečný. Stará se o svého adoptivního bratra Maleka, který se později stává demoniakem. Amanda jako jediná z původní XAT přežije a později se stává její obnovitelkou.
- Hermann Saltza

Dabing: Kenta Mijake
Amandin parťák a nejlepší Gerdův přítel. Gerdovu změnu dává za vinu Josephovi a nenávidí ho. Později se sám stává demoniakem, ale dokáže si, díky Amandě, zachovat své lidské já. Nakonec umírá v souboji s Beatrice, Xarginovou pobočnicí.
- Gerd Frentzen

Dabing: Unšó Išizuka
Slavný motocyklový závodník. Po své změně v demoniaka se snaží ochraňovat lidi před jinými amalgamy, ale brzy se stává sám nebezpečným, i když se snaží zachovat své lidské já. Nakonec sám požádá Josepha, aby ho zabil. Ten to udělá.
- Malek Yildrim Werner

Dabing: Džunko Minagawa
Adoptivní Amandin bratr. Je šikanován bohatými spolužáky pro svůj původ (není Němec). Setkává se s Josephem, s nímž si vzájemně pomůžou a spřátelí se spolu. Později se i Malek mění v demoniaka a zabijí ty, kteří ho šikanovali. Brzy však pociťuje výčitky svědomí a je zraněn v souboji s Xarginem, když chrání raněného Josepha. Po tomto souboji upadá do bezvědomí a je držen Zwölfem jako testovací subjekt. Nakonec je odtud zachráněn Amandou a Hermannem. Na konci seriálu, několik let po Xarginově porážce, je spatřen ve stejném obleku, jako měl Joseph a Amanda si jej s ním přitom splete.
- Magwald Xargin

Dabing: Jun'iči Suwabe
Jde o hlavní zápornou postavu. Kdysi byl Josephovým přítelem, ale po své změně v demoniaka chce zničit lidstvo a nahradit jej demoniaky. Sám sebe považuje za spasitele. Na konci je díky Josephovi zabit, když jej zasypou nanostroje Isis, které přeměňují amalgamy na popel.

## Terminologie
- Demoniaci/Amalgamové: jde o lidi, kteří jsou znovuoživeni do formy silných nestvůr. Jsou velmi silní a dokážou se spojit s jakýmkoliv předmětem, a ten poté ovládat. Živí lidé se demoniaky mohou stát také. V takovém případě mají stále svou vlastní mysl a mohou bojovat za spravedlnost. Mohou však ztratit soudnost a zneužívat této síly. Člověk se stane amalgamem, když se dostane do kontaktu s jejich krví která obsahuje nanostroje. Demoniaci vzniklí z mrtvých lidí vypadají podobně, ale ti vzniklí z živých se od sbe vzájemně liší.
- XAT: Xenogenesis Assult Team je policejní jednotka určena k likvidaci amalgamů. Velitelem jednotky je Wolf Göring, který se později stává amalgamem a přidává k Xarginovi. XAT byla zničena, ale po událostech Blassreitera byla znovuobnovena.
- Zwölf: tajná organizace odpovědná za vznik amalgamů. Byla dříve známa jako řád templářů. V jejich čele stojí Victor Stachus. Zwölf používá k boji proti amalgamům speciální mecha stroje paladiny (ty byly také dány k dispozici XAT) a rytíře apokalypsy. K této organizaci patří i Saša Jobson, sestra Josepha Jobsona.

## Hudba
Soundtrack k anime seriálu Blassreiter vyšel 10. září 2008 na dvou discích, a to na prvním disku s 32 písněmi a na druhém s 27 písněmi.
Úvodní znělka kapely GRANRODEO „Detarame na zanzó“ (japonsky 出鱈目な残像) byla vydána 14. května 2008 a „unripe hero“ od zpěvačky Minami Kuribajašiové 23. července 2008. Aki Misato nazpívala závěrečnou znělku „sad rain“, která vyšla 14. května 2008, a Kanako Itó nazpívala „A Wish For The Stars“, jež byla vydána 6. srpna téhož roku.

### Znělky
Úvodní znělky
„Detarame na zanzó“ (japonsky 出鱈目な残像) od GRANRODEO
:díly 2-14
„unripe hero“ od Minami Kuribajašiové
díly 15-24
Závěrečné znělky
„sad rain“ od Aki Misatové
díly 1-11
„Separating moment“ od Aki Misatové
12. díl
„A Wish For The Stars“ od Kanaky Itó
díly 13-23
„Sweet Lies“ od Kanaky Itó
24. díl